# Orlando „Cachaíto” López
Orlando Cachaíto López (Havanna, 1933. február 2. – Havanna, 2009. február 9.) kubai basszusgitáros, zeneszerző. A „Cachaíto” becenevet nagybátyjától, a híres basszusgitárostól, a mambó megújítójától kapta. Apja szintén neves basszusgitáros volt.

## Pályakép
A Havannában született Orlando „Cachaíto” López kilencéves korában kezdett aktívan bekapcsolódni a zenébe. Hegedülni szeretett volna, de Pedro nagyapja ragaszkodott hozzá, hogy bőgőzzön, mivel a López családban nagy hagyománya volt a basszusgitárosoknak. Cachaíto csellón kezdte tanulni a nagybőgőt. Akkor tért át a nagybőgőre, amikor már elég nagy volt.
Tizenháromévesen Cachaíto komponálta első darabját „Isora Infantil” címmel, amely nagynénje, Coralia híres Isora Club című darabjára utal. Valójában Coralia zenekara volt az, ahol Cachaíto debütált az 1940-es években.
Tizenhétéves korában basszusgitárosként nagybátyját váltotta fel a zenekarban. Az 1950-es években segített népszerűsíteni a  descarga stílust, amely a dzsesszes improvizáció és az afro-kubai ritmusok keveréke.
1957-ben a népszerű havannai tánczenekarral, az Orquesta Riverside-ban játszott. Az 1960-as években a Nemzeti Szimfonikus Zenekar basszusgitárosa lett. Cachaíto Peruchínnal, Frank Emilio Flynnel, Chucho Valdésszel, Tata Güinesszel és Angá Díazzel is együttműködött.
1996-ban Cachaíto López az Afro-Cuban All Starsban játszott, és ezzel egyidejűleg tagja lett a Buena Vista Social Clubnak (amely szerepelt Wim Wenders Buena Vista Social Club című dokumentumfilmjében).
Mintegy 60 éves karrier után 2001-ben készítette el debütáló szólóalbumát.
Egy havannai kórházban halt meg 2009. február 9-én hasnyálmirigyrák következtében; 76 évesen.

## Albumok
- Siempre Con Swing (intro)
- Redencion
- Mis Dos Pequenas
- A Gozer el Tumbaq
- Cachaito in Laboratory
- Tumbao No. 5
- Conversacion
- Tumbanga
- Oracion Lucumi
- Wahira
- Anais
- La Negra

### Buena Vista Social Club
- Chan Chan
- De Camino A La Vereda
- El Cuarto De Tula
- Pueblo Nuevo
- Dos Gardenias
- Y Tu Que Has Hecho
- Veinte Anos
- El Carretero
- Candela
- Amor De Loca Juventud
- Orgullecida
- Murmullo
- Buena Vista Social Club
- La Bayamesa

## Filmek
- 1999: Buena Vista Social Club − film, rendezte: Wim Wenders

## Fordítás
Ez a szócikk részben vagy egészben  az   Orlando „Cachaíto” López című angol Wikipédia-szócikk ezen változatának fordításán alapul.  Az eredeti cikk szerkesztőit annak laptörténete sorolja fel. Ez a jelzés csupán a megfogalmazás eredetét és a szerzői jogokat jelzi, nem szolgál a cikkben szereplő információk forrásmegjelöléseként.